# 全国高等学校総合体育大会バドミントン競技大会
全国高等学校総合体育大会におけるバドミントン競技は、日本の高等学校バドミントン大会の一つ。高松宮記念杯全国高等学校バドミントン選手権大会を兼ねる。（公財）全国高等学校体育連盟と（公財）日本バドミントン協会、読売新聞社などが共催。

## 概要
この大会は、全国高等学校選抜バドミントン大会、全日本ジュニアバドミントン選手権大会（ジュニアオリンピック）、国民スポーツ大会と並ぶ高校バドミントン4大全国大会のひとつで、インターハイ開催地にて毎年持ち回りで開催されている。
まず男女それぞれ団体・個人に分け、個人はシングルス・ダブルスに分かれて競技を行う。
団体戦の優勝校には高松宮記念杯・同妃記念杯が授与される。
上位選手は全日本総合バドミントン選手権大会出場権を得られる。

## 歴代上位入賞校

### 男子
| 年度 | 回 | 開催地                         | 優勝                       | 準優勝                 | 3位                    | 3位                        |
| ---- | -- | ------------------------------ | -------------------------- | ---------------------- | ---------------------- | -------------------------- |
| 1950 | 1  | 神奈川県横浜市                 | 関東学院（神奈川）         | 横浜緑ケ丘（神奈川）   | 金沢泉丘（石川）       |                            |
| 1951 | 2  | 北海道札幌市                   | 関東学院（神奈川）         | 聖学院（東京）         | 金沢泉丘（石川）       |                            |
| 1952 | 3  | 香川県善通寺市                 | 金沢二水（石川）           | 金沢泉丘（石川）       | 北海（北海道）         |                            |
| 1953 | 4  | 山形県山形市                   | 北海（北海道）             | 関東学院（神奈川）     | 関東学院六浦（神奈川） |                            |
| 1954 | 5  | 石川県金沢市                   | 金沢二水（石川）           | 松江商（島根）         | 聖学院（東京）         |                            |
| 1955 | 6  | 兵庫県神戸市                   | 聖学院（東京）             | 金沢二水（石川）       | 山形市商（山形）       |                            |
| 1956 | 7  | 宮城県仙台市                   | 松江商（島根）             | 白石（宮城）           | 黒石（青森）           |                            |
| 1957 | 8  | 島根県松江市                   | 山形市商（山形）           | 松江商（島根）         | 聖学院（東京）         |                            |
| 1958 | 9  | 新潟県新潟市                   | 山形南（山形）             | 津幡（石川）           | 新潟（新潟）           |                            |
| 1959 | 10 | 福島県会津若松市               | 山形市商（山形）           | 帯広三条（北海道）     | 茨木（大阪）           |                            |
| 1960 | 11 | 福岡県久留米市                 | 山形市商（山形）           | 横浜緑ケ丘（神奈川）   | 神戸商（兵庫）         |                            |
| 1961 | 12 | 青森県弘前市                   | 新潟商（新潟）             | 横浜緑ケ丘（神奈川）   | 松江商（島根）         |                            |
| 1962 | 13 | 富山県高岡市                   | 聖学院（東京）             | 山形市商（山形）       | 新潟商（新潟）         |                            |
| 1963 | 14 | 山形県鶴岡市                   | 新潟商（新潟）             | 富山商（富山）         | 帯広三条（北海道）     |                            |
| 1964 | 15 | 京都府京都市                   | 富山商（富山）             | 新潟商（新潟）         | 秋田経大附属（秋田）   |                            |
| 1965 | 16 | 熊本県熊本市                   | 富山商（富山）             | 高岡商（富山）         | 北越商（新潟）         |                            |
| 1966 | 17 | 青森県弘前市                   | 宮城県工（宮城）           | 高岡商（富山）         | 富山商（富山）         |                            |
| 1967 | 18 | 石川県金沢市                   | 金沢市工（石川）           | 一条（奈良）           | 新潟商（新潟）         | 高岡商（富山）             |
| 1968 | 19 | 広島県福山市                   | 高岡商（富山）             | 金沢市工（石川）       | 三条商（新潟）         | 日大山形（山形）           |
| 1969 | 20 | 群馬県桐生市                   | 金沢市工（石川）           | 桐生市商（群馬）       | 高岡商（富山）         | 富山商（富山）             |
| 1970 | 21 | 愛知県名古屋市                 | 富山商（富山）             | 新潟商（新潟）         | 伊勢工（三重）         | 正強（奈良）               |
| 1971 | 22 | 香川県善通寺市                 | 正強（奈良）               | 日大山形（山形）       | 高松商（香川）         | 高岡商（富山）             |
| 1972 | 23 | 山形県新庄市                   | 正強（奈良）               | 岐阜東（岐阜）         | 金沢市工（石川）       | 日大山形（山形）           |
| 1973 | 24 | 三重県四日市市                 | 金沢市工（石川）           | 日大山形（山形）       | 正強（奈良）           | 勝山（福井）               |
| 1974 | 25 | 佐賀県嬉野町・塩田町           | 正強（奈良）               | 日大山形（山形）       | 金沢市工（石川）       | 勝山（福井）               |
| 1975 | 26 | 茨城県水戸市                   | 金沢市工（石川）           | 正強（奈良）           | 石岡第一（茨城）       | 仙台商（宮城）             |
| 1976 | 27 | 長野県中野市                   | 金沢市工（石川）           | 九州学院（熊本）       | 比叡山（滋賀）         | 一条（奈良）               |
| 1977 | 28 | 岡山県倉敷市                   | 比叡山（滋賀）             | 金沢市工（石川）       | 高岡商（富山）         | 瓊浦（長崎）               |
| 1978 | 29 | 福島県会津若松市               | 九州学院（熊本）           | 日大山形（山形）       | 比叡山（滋賀）         | 会津工（福島）             |
| 1979 | 30 | 滋賀県大津市                   | 今市（栃木）               | 比叡山（滋賀）         | 九州学院（熊本）       | 石岡第一（茨城）           |
| 1980 | 31 | 香川県善通寺市                 | 比叡山（滋賀）             | 今市（栃木）           | 九州学院（熊本）       | 正強（奈良）               |
| 1981 | 32 | 神奈川県平塚市・藤沢市         | 日川（山梨）               | 日大高（神奈川）       | 比叡山（滋賀）         | 一条（奈良）               |
| 1982 | 33 | 鹿児島県枕崎市・加世田市       | 比叡山（滋賀）             | 金沢市工（石川）       | 市尼崎（兵庫）         | 桐生市商（群馬）           |
| 1983 | 34 | 愛知県豊橋市                   | 一条（奈良）               | 比叡山（滋賀）         | 日川（山梨）           | 柳井工（山口）             |
| 1984 | 35 | 秋田県大曲市                   | 比叡山（滋賀）             | 上尾（埼玉）           | 金沢市工（石川）       | 日川（山梨）               |
| 1985 | 36 | 石川県金沢市                   | 上尾（埼玉）               | 比叡山（滋賀）         | 金沢市工（石川）       | 熊本商大付属（熊本）       |
| 1986 | 37 | 山口県下関市                   | 比叡山（滋賀）             | 金沢市工（石川）       | 弘前工（青森）         | 柏原（大阪）               |
| 1987 | 38 | 北海道登別市                   | 比叡山（滋賀）             | 熊本商大付属（熊本）   | 常総学院（茨城）       | 弘前工（青森）             |
| 1988 | 39 | 兵庫県宝塚市                   | 上尾（埼玉）               | 常総学院（茨城）       | 金沢市工（石川）       | 札幌第一（北海道）         |
| 1989 | 40 | 高知県高知市                   | 熊本商大付属（熊本）       | 越谷南（埼玉）         | 日大高（神奈川）       | 札幌第一（北海道）         |
| 1990 | 41 | 宮城県塩竃市・松島町           | 常総学院（茨城）           | 金沢市工（石川）       | 熊本商大付属（熊本）   | 上尾（埼玉）               |
| 1991 | 42 | 静岡県富士市                   | 常総学院（茨城）           | 金沢二水（石川）       | 宮城県工（宮城）       | 上尾（埼玉）               |
| 1992 | 43 | 宮崎県高鍋町・西都市           | 常総学院（茨城）           | 芦北（熊本）           | 関東第一（東京）       | 札幌第一（熊本）           |
| 1993 | 44 | 栃木県宇都宮市                 | 高松商（香川）             | 常総学院（茨城）       | 関東第一（東京）       | 上尾（埼玉）               |
| 1994 | 45 | 富山県高岡市                   | 上尾（埼玉）               | 常総学院（茨城）       | 熊本学園大付属（熊本） | 金沢市工（石川）           |
| 1995 | 46 | 島根県松江市                   | 上尾（埼玉）               | 一条（奈良）           | 関東第一（東京）       | 金沢市工（石川）           |
| 1996 | 47 | 山梨県甲府市・竜王町           | 八代東（熊本）             | 上尾（埼玉）           | 札幌第一（北海道）     | 常総学院（茨城）           |
| 1997 | 48 | 京都府長岡京市                 | 上尾（埼玉）               | 八代東（熊本）         | 金沢市工（石川）       | 大阪学芸（大阪）           |
| 1998 | 49 | 香川県高松市                   | 八代東（熊本）             | 高松商（香川）         | 関東第一（東京）       | 上尾（埼玉）               |
| 1999 | 50 | 岩手県滝沢村                   | 関東第一（東京）           | 八代東（熊本）         | 比叡山（滋賀）         | 札幌第一（北海道）         |
| 2000 | 51 | 岐阜県                         | 関東第一（東京）           | 埼玉栄（埼玉）         | 柏原（大阪）           | 比叡山（滋賀）             |
| 2001 | 52 | 熊本県                         | 関東第一（東京）           | 八代東（熊本）         | 比叡山（滋賀）         | 埼玉栄（埼玉）             |
| 2002 | 53 | 茨城県                         | 関東第一（東京）           | 比叡山（滋賀）         | 八代東（熊本）         | 埼玉栄（埼玉）             |
| 2003 | 54 | 長崎県                         | 埼玉栄（埼玉）             | 関東第一（東京）       | 足羽（福井）           | 柏原（大阪）               |
| 2004 | 55 | 鳥取県                         | 関東第一（東京）           | 埼玉栄（埼玉）         | 比叡山（滋賀）         | 八代東（熊本）             |
| 2005 | 56 | 千葉県野田市                   | 埼玉栄（埼玉）             | 水島工（岡山）         | 比叡山（滋賀）         | 青森山田（青森）           |
| 2006 | 57 | 奈良県奈良市、大和郡山市       | 埼玉栄（埼玉）             | 八代東（熊本）         | 東大阪大柏原（大阪）   | 勝山（福井）               |
| 2007 | 58 | 佐賀県武雄市、小城市           | 埼玉栄（埼玉）             | 八代東（熊本）         | 比叡山（滋賀）         | 関東第一（東京）           |
| 2008 | 59 | 埼玉県所沢市                   | 埼玉栄（埼玉）             | 八代東（熊本）         | 比叡山（滋賀）         | 関東第一（東京）           |
| 2009 | 60 | 大阪府大阪市                   | 埼玉栄（埼玉）             | 八代東（熊本）         | 東大阪大柏原（大阪）   | 札幌第一（北海道）         |
| 2010 | 61 | 沖縄県                         | 埼玉栄（埼玉）             | 高岡第一（富山）       | 富岡（福島）           | 関東第一（東京）           |
| 2011 | 62 | 青森県弘前市                   | 埼玉栄（埼玉）             | 旭川実（北海道）       | 富岡（福島）           | 比叡山（滋賀）             |
| 2012 | 63 | 福井県福井市、永平寺町         | 埼玉栄（埼玉）             | 富岡（福島）           | 東奥学園（青森）       | 金沢市工（石川）           |
| 2013 | 64 | 福岡県                         | 富岡（福島）               | 埼玉栄（埼玉）         | 東大阪大柏原（大阪）   | 自由ケ丘（福岡）           |
| 2014 | 65 | 千葉県千葉市                   | 富岡（福島）               | 東大阪大柏原（大阪）   | 埼玉栄（埼玉）         | 高岡第一（富山）           |
| 2015 | 66 | 京都府長岡京市                 | 埼玉栄（埼玉）             | 東大阪大柏原（大阪）   | ふたば未来学園（福島） | 聖ウルスラ学院英智（宮城） |
| 2016 | 67 | 岡山県岡山市                   | 埼玉栄（埼玉）             | ふたば未来学園（福島） | 八代東（熊本）         | 瓊浦（長崎）               |
| 2017 | 68 | 山形県鶴岡市、新庄市、尾花沢市 | ふたば未来学園（福島）     | 浪岡（青森）           | 八代東（熊本）         | 日章学園（宮崎）           |
| 2018 | 69 | 静岡県浜松市                   | 埼玉栄（埼玉）             | 八代東（熊本）         | 東大阪大柏原（大阪）   | 日章学園（宮崎）           |
| 2019 | 70 | 熊本県八代市                   | 聖ウルスラ学院英智（宮城） | 浪岡（青森）           | 東大阪大柏原（大阪）   | ふたば未来学園（福島）     |
| 2020 | 71 | 愛媛県松山市                   | 大会中止                   | 大会中止               | 大会中止               | 大会中止                   |
| 2021 | 72 | 富山県高岡市                   | ふたば未来学園（福島）     | 埼玉栄（埼玉）         |                        |                            |
| 2022 | 73 | 徳島県吉野川市、徳島市、鳴門市 | 瓊浦（長崎）               | 高岡第一（富山）       | 埼玉栄（埼玉）         | 東大阪大柏原（大阪）       |
| 2023 | 74 | 北海道                         | ふたば未来学園（福島）     | 東大阪大柏原（大阪）   | 埼玉栄（埼玉）         | 聖ウルスラ学院英智（宮城） |
| 2024 | 75 | 佐賀市                         | 埼玉栄（埼玉）             | ふたば未来学園（福島） | 高岡第一               | 東大阪大柏原（大阪）       |
| 2025 | 76 | 山口県                         | 埼玉栄（埼玉）             | ふたば未来学園（福島） | 青森山田               | 東大阪大柏原（大阪）       |

### 女子
| 年度 | 開催地 | 優勝                       | 準優勝                     | 3位                        | 3位                        |
| ---- | ------ | -------------------------- | -------------------------- | -------------------------- | -------------------------- |
| 1950 |        | 札幌東（北海道）           | 津幡（石川）               | 新潟中央（新潟）           |                            |
| 1951 |        | 札幌南（北海道）           | 札幌星園（北海道）         | 安積女子（福島）           |                            |
| 1952 |        | 札幌南（北海道）           | 善通寺第一（香川）         | 札幌東（北海道）           |                            |
| 1953 |        | 尚絅学院女子（宮城）       | 黒石（青森）               | 若松女子（福島）           |                            |
| 1954 |        | 坂出（香川）               | 若松女子（福島）           | 善通寺第一（香川）         |                            |
| 1955 |        | 山陽女子（岡山）           | 尚絅学院女子（宮城）       | 善通寺第一（香川）         |                            |
| 1956 |        | 善通寺第一（香川）         | 山陽女子（岡山）           | 尚絅学院女子（宮城）       |                            |
| 1957 |        | 善通寺第一（香川）         | 敬愛学園（千葉）           | 前橋女子（群馬）           |                            |
| 1958 |        | 善通寺第一（香川）         | 山陽女子（岡山）           | 尚絅学院女子（宮城）       |                            |
| 1959 |        | 善通寺第一（香川）         | 坂出（香川）               | 敬愛学園（千葉）           |                            |
| 1960 |        | 善通寺第一（香川）         | 敬愛学園（千葉）           | 高岡女子（富山）           |                            |
| 1961 |        | 敬愛学園（千葉）           | 新庄南（山形）             | 真岡女子（栃木）           |                            |
| 1962 |        | 高岡女子（富山）           | 敬愛学園（千葉）           | 新潟中央（新潟）           |                            |
| 1963 |        | 新潟女子工芸（新潟）       | 新庄南（山形）             | 城北女子（）               |                            |
| 1964 |        | 敬愛学園（千葉）           | 布施女子（大阪）           | 善通寺第一（香川）         |                            |
| 1965 |        | 真岡女子（栃木）           | 成安女子（京都）           | 布施女子（大阪）           |                            |
| 1966 |        | 敬愛学園（千葉）           | 山陽女子（岡山）           | 新潟青陵（新潟）           |                            |
| 1967 |        | 新潟青陵（新潟）           | 東大阪（大阪）             | 富田女子（岐阜）           |                            |
| 1968 |        | 東大阪（大阪）             | 新潟青陵（新潟）           | 敬愛学園（千葉）           | 成安女子（京都）           |
| 1969 |        | 東大阪（大阪）             | 成安女子（京都）           | 真岡女子（栃木）           | 新潟青陵（新潟）           |
| 1970 |        | 真岡女子（栃木）           | 成安女子（京都）           | 新庄南（山形）             | 四條畷学園（大阪）         |
| 1971 |        | 四條畷学園（大阪）         | 成安女子（京都）           | 鶴鳴女子（長崎）           | 一条（奈良）               |
| 1972 |        | 四條畷学園（大阪）         | 新庄南（山形）             | 我孫子二階堂（千葉）       | 一条（奈良）               |
| 1973 |        | 四條畷学園（大阪）         | 我孫子二階堂（千葉）       | 成安女子（京都）           | 真岡女子（栃木）           |
| 1974 |        | 新潟青陵（新潟）           | 四條畷学園（大阪）         | 藤園女子（富山）           | 善通寺第一（香川）         |
| 1975 |        | 四條畷学園（大阪）         | 琴平（香川）               | 成安女子（京都）           | 藤花（石川）               |
| 1976 |        | 四條畷学園（大阪）         | 新潟青陵（新潟）           | 土佐女子（高知）           | 真岡女子（栃木）           |
| 1977 |        | 四條畷学園（大阪）         | 新潟青陵（新潟）           | 千葉学園（青森）           | 一条（奈良）               |
| 1978 |        | 四條畷学園（大阪）         | 熊本中央女子（熊本）       | 藤園女子（富山）           | 新潟青陵（新潟）           |
| 1979 |        | 四條畷学園（大阪）         | 新潟青陵（新潟）           | 比叡山（滋賀）             | 園田学園（兵庫）           |
| 1980 |        | 熊本中央女子（熊本）       | 新潟青陵（新潟）           | 高岡女子（富山）           | 千葉学園（青森）           |
| 1981 |        | 熊本中央女子（熊本）       | 高岡女子（富山）           | 四條畷学園（大阪）         | 新潟青陵（新潟）           |
| 1982 |        | 熊本信愛女学院（熊本）     | 小山城南（栃木）           | 滋賀女子（滋賀）           | 高松中央（香川）           |
| 1983 |        | 熊本中央女子（熊本）       | 千葉学園（青森）           | 小山城南（栃木）           | 四條畷学園（大阪）         |
| 1984 |        | 上尾（埼玉）               | 熊本信愛女学院（熊本）     | 小山城南（栃木）           | 四條畷学園（大阪）         |
| 1985 |        | 新潟青陵（新潟）           | 比叡山（滋賀）             | 高岡女子（富山）           | 小山城南（栃木）           |
| 1986 |        | 千葉学園（青森）           | 常総学院（茨城）           | 高松中央（香川）           | 四條畷学園（大阪）         |
| 1987 |        | 四條畷学園（大阪）         | 熊本中央女子（熊本）       | 千葉学園（青森）           | 常総学院（茨城）           |
| 1988 |        | 四條畷学園（大阪）         | 熊本中央女子（熊本）       | 佐賀女子（佐賀）           | 常総学院（茨城）           |
| 1989 |        | 四條畷学園（大阪）         | 熊本中央女子（熊本）       | 佐賀女子（佐賀）           | 常総学院（茨城）           |
| 1990 |        | 佐賀女子（佐賀）           | 埼玉栄（埼玉）             | 聖ウルスラ学院（宮城）     | 熊本信愛女学院（熊本）     |
| 1991 |        | 熊本中央女子（熊本）       | 聖ウルスラ学院（宮城）     | 常総学院（茨城）           | 埼玉栄（埼玉）             |
| 1992 |        | 四條畷学園（大阪）         | 聖ウルスラ学院（宮城）     | 熊本中央女子（熊本）       | 常総学院（茨城）           |
| 1993 |        | 四條畷学園（大阪）         | 聖ウルスラ学院（宮城）     | 埼玉栄（埼玉）             | 前橋東（群馬）             |
| 1994 |        | 四天王寺（大阪）           | 常総学院（茨城）           | 聖ウルスラ学院（宮城）     | 富山商（富山）             |
| 1995 |        | 高岡女子（富山）           | 金沢向陽（石川）           | 精華女子（福岡）           | 埼玉栄（埼玉）             |
| 1996 |        | 埼玉栄（埼玉）             | 金沢向陽（石川）           | 熊本信愛女学院（熊本）     | 精華女子（福岡）           |
| 1997 |        | 埼玉栄（埼玉）             | 九州国際大付属（福岡）     | 熊本信愛女学院（熊本）     | 昭和女子（大分）           |
| 1998 |        | 九州国際大付属（福岡）     | 金沢向陽（石川）           | 昭和女子（大分）           | 香川中央（香川）           |
| 1999 |        | 九州国際大付属（福岡）     | 金沢向陽（石川）           | 埼玉栄（埼玉）             | 熊本信愛女学院（熊本）     |
| 2000 |        | 滋賀女子（滋賀）           | 高岡西（富山）             | 埼玉栄（埼玉）             | 県岐阜商（岐阜）           |
| 2001 |        | 青森山田（青森）           | 滋賀女子（滋賀）           | 金沢向陽（石川）           | 県岐阜商（岐阜）           |
| 2002 |        | 青森山田（青森）           | 県岐阜商（岐阜）           | 金沢向陽（石川）           | 九州国際大付属（福岡）     |
| 2003 |        | 聖ウルスラ学院（宮城）     | 青森山田（青森）           | 星陵（静岡）               | 熊本中央（熊本）           |
| 2004 |        | 青森山田（青森）           | 聖ウルスラ学院（宮城）     | 高岡西（富山）             | 金沢向陽（石川）           |
| 2005 |        | 青森山田（青森）           | 聖ウルスラ学院（宮城）     | 埼玉栄（埼玉）             | 金沢向陽（石川）           |
| 2006 |        | 青森山田（青森）           | 金沢向陽（石川）           | 聖ウルスラ学院英智（宮城） | 熊本信愛女学院（熊本）     |
| 2007 |        | 青森山田（青森）           | 金沢向陽（石川）           | 聖ウルスラ学院英智（宮城） | 高岡西（富山）             |
| 2008 |        | 聖ウルスラ学院英智（宮城） | 埼玉栄（埼玉）             | 八代白百合（熊本）         | 越谷南（埼玉）             |
| 2009 |        | 青森山田（青森）           | 金沢向陽（石川）           | 樟蔭東（大阪）             | 聖ウルスラ学院英智（宮城） |
| 2010 |        | 聖ウルスラ学院英智（宮城） | 青森山田（青森）           | 埼玉栄（埼玉）             | 富岡（福島）               |
| 2011 |        | 青森山田（青森）           | 松徳学院（島根）           | 埼玉栄（埼玉）             | 富岡（福島）               |
| 2012 |        | 富岡（福島）               | 聖ウルスラ学院英智（宮城） | 倉敷中央（岡山）           | 県岐阜商（岐阜）           |
| 2013 |        | 青森山田（青森）           | 富岡（福島）               | 勝山（福井）               | 聖ウルスラ学院英智（宮城） |
| 2014 |        | 富岡（福島）               | 青森山田（青森）           | 勝山（福井）               | 金沢向陽（石川）           |
| 2015 |        | 青森山田（青森）           | ふたば未来学園（福島）     | 勝山（福井）               | 金沢向陽（石川）           |
| 2016 |        | ふたば未来学園（福島）     | 九州国際大付属（福岡）     | 青森山田（青森）           | 聖ウルスラ学院英智（宮城） |
| 2017 |        | ふたば未来学園（福島）     | 青森山田（青森）           | 柳井商工（山口）           | 埼玉栄（埼玉）             |
| 2018 | 浜松   | ふたば未来学園（福島）     | 青森山田（青森）           | 名経大市邨（愛知）         | 埼玉栄（埼玉）             |
| 2019 | 熊本   | ふたば未来学園（福島）     | 埼玉栄（埼玉）             | 柳井商工（山口）           | 西武台千葉（千葉）         |
| 2020 | 愛媛   | 大会中止                   | 大会中止                   | 大会中止                   | 大会中止                   |
| 2021 | 富山   | 柳井商工（山口）           | ふたば未来学園（福島）     |                            |                            |
| 2022 | 徳島   | 柳井商工（山口）           | ふたば未来学園（福島）     | 倉敷中央（岡山）           | 四天王寺（大阪）           |
| 2023 | 北海道 | 柳井商工（山口）           | ふたば未来学園（福島）     | 青森山田                   | 聖ウルスラ学院英智（宮城） |
| 2024 | 佐賀市 | 柳井商工（山口）           | 青森山田                   | 四天王寺（大阪）           | 埼玉栄                     |
| 2025 | 山口県 | 柳井商工（山口）           | ふたば未来学園（福島）     | 佐賀女（佐賀）             | 埼玉栄                     |

## 歴代優勝選手
| 年度 | 回 | 男子シングルス | 女子シングルス | 男子ダブルス          | 女子ダブルス          |
| ---- | -- | -------------- | -------------- | --------------------- | --------------------- |
| 2025 | 76 | 川野寿真       | 白川菜結       | 澤田修志 石井叶夢     | 橋村妃翔 阿波芽衣咲   |
| 2024 | 75 | 髙野日向       | 宮崎友花       | 三浦大地 稲川蓮二郎   | 玉木亜弥 米本宙那     |
| 2023 | 74 | 沖本優大       | 宮崎友花       | 沖本優大 角田洸介     | 須藤海妃 山北奈緒     |
| 2022 | 73 | 齋藤駿         | 吉川天乃       | 大田隼也 佐々木大樹   | 石川心菜 清瀬璃子     |
| 2021 | 72 | 森口航士朗     | 久湊菜々       | 萩原聖也 武井凛生     | 明地陽菜 田口真彩     |
| 2020 | 71 | 中止           | 中止           | 中止                  | 中止                  |
| 2019 | 70 | 奈良岡功大     | 郡司莉子       | 河村翼 川本拓真       | 大竹望月 髙橋美優     |
| 2018 | 69 | 緑川大輝       | 水井ひらり     | 中山裕貴 緑川大輝     | 齋藤夏 吉田瑠実       |
| 2017 | 68 | 大林拓真       | 髙橋明日香     | 金子真大 久保田友之祐 | 髙橋明日香 由良なぎさ |
| 2016 | 67 | 山澤直貴       | 仁平菜月       | 渡邉航貴 仁平澄也     | 川島美南 上杉夏美     |
| 2015 | 66 | 渡辺勇大       | 山口茜         | 渡辺勇大 三橋健也     | 志田千陽 小田菜摘     |
| 2014 | 65 | 古賀穂         | 山口茜         | 下農走 常山幹太       | 尾崎沙織 川島里羅     |
| 2013 | 64 | 常山幹太       | 山口茜         | 保木卓朗 小林優吾     | 宮浦玲奈 永原和可那   |
| 2012 | 63 | 桃田賢斗       | 奥原希望       | 金子裕樹 井上拓斗     | 長谷川由季 星千智     |
| 2011 | 62 | 古賀輝         | 奥原希望       | 齋藤太一 桃田賢斗     | 篠谷菜留 福島由紀     |
| 2010 | 61 | 和田治久       | 髙橋沙也加     | 竹内宏気 竹内義憲     | 田中志穂 市丸美里     |
| 2009 | 68 | 星野翔平       | 三谷美菜津     | 星野翔平 小林晃       | 髙橋沙也加 古西佳那子 |
| 2008 | 59 | 和田周         | 松友美佐紀     | 和田周 佐藤黎         | 髙橋礼華 松友美佐紀   |
| 2007 | 58 | 田児賢一       | 野尻野匡世     | 田児賢一 松丸一輝     | 村上彩 桜井みどり     |
| 2006 | 57 | 田児賢一       | 藤井瑞希       | 田児賢一 松丸一輝     | 藤井瑞希 垣岩令佳     |